# Kingfield
Kingfield ist eine Stadt im Franklin County des Bundesstaates Maine in den Vereinigten Staaten. Im Jahr 2020 lebten dort 960 Einwohner in 689 Haushalten auf einer Fläche von 112,09 km².

## Geografie
Nach dem United States Census Bureau hat Kingfield eine Gesamtfläche von 112,09 km², von denen 111,68 km² Land sind und 0,4 km² aus Gewässern bestehen.

### Geografische Lage
Kingfield liegt zentral im Osten des Franklin Countys an der Grenze zum Somerset County. Der Carrabasset River, ein Zufluss des Kennebec Rivers, fließt in südliche Richtung durch das Gebiet der Town. Es gibt einige kleinere Seen auf dem Gebiet von Kingfield. Der größte ist der zentral gelegene Tuffs Pond. Die Oberfläche der Town ist hügelig, die höchste Erhebung ist der 890 m hohe Owl`s Head, in direkter Nachbarschaft befindet sich der 853 m hohe Black Nubble. Beide Gipfel liegen im Nordwesten von Kingfield.

### Nachbargemeinden
Alle Entfernungen sind als Luftlinien zwischen den offiziellen Koordinaten der Orte aus der Volkszählung 2010 angegeben.
- Norden: Carrabassett Valley, 9,7 km
- Nordosten: Highland Plantation, Somerset County, 11,1 km
- Osten: Central Somerset, Unorganized Territory, Somerset County, 21,2 km
- Südosten: New Portland, Somerset County, 13,8 km
- Westen: East Central Franklin, Unorganized Territory, 19,7 km

### Stadtgliederung
In Kingfield gibt es mehrere Siedlungsgebiete: Kingfield, Park Road (ehemalige Eisenbahnstation), Sanfords (ehemalige Eisenbahnstation), Soule Mill und Tufts Pond Road (ehemalige Eisenbahnstation).

### Klima
Die mittlere Durchschnittstemperatur in Kingfield liegt zwischen −8,3 °C (12° Fahrenheit) im Januar und 18,3 °C (65° Fahrenheit) im Juli. Damit ist der Ort gegenüber dem langjährigen Mittel der USA um etwa 9 Grad kühler. Die Schneefälle zwischen Oktober und Mai liegen mit bis zu zweieinhalb Metern mehr als doppelt so hoch als die mittlere Schneehöhe in den USA; die tägliche Sonnenscheindauer liegt am unteren Rand des Wertespektrums der USA.

## Geschichte

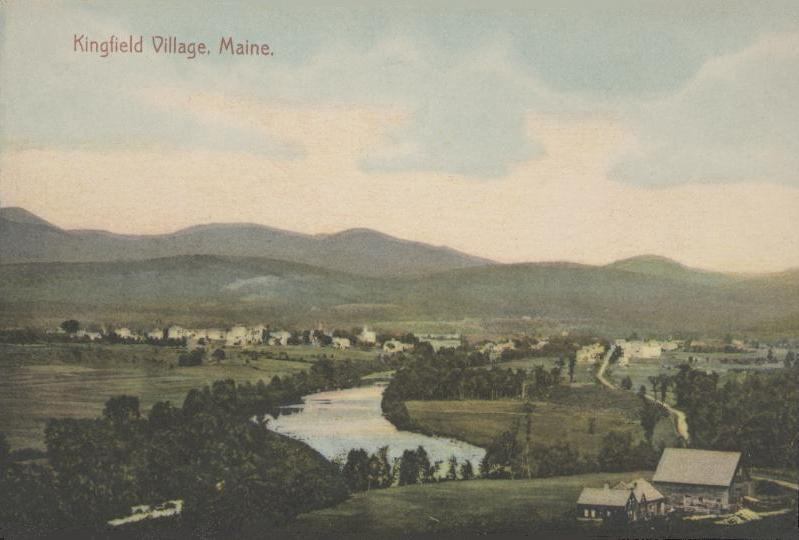
Kingfield Village (1907)

Kingfield war nach der Vermessung der Gegend durch Solomon Adams im Jahr 1808 die Plantation No. 3, Range 1, of Bingham’s Purchase. Die ersten Siedler erreichten die Gegend bereits ein bis zwei Jahre früher aus Massachusetts. Zur Town organisiert wurde Kingfield im Jahr 1816. Benannt wurde Kingfield nach William King, dem ersten Gouverneur von Maine, der einer der größeren Grundstückseigentümer und langjähriger Bewohner von Kingfield war.

### Einwohnerentwicklung
| Volkszählungsergebnisse – Town of Kingfield, Maine | Volkszählungsergebnisse – Town of Kingfield, Maine | Volkszählungsergebnisse – Town of Kingfield, Maine | Volkszählungsergebnisse – Town of Kingfield, Maine | Volkszählungsergebnisse – Town of Kingfield, Maine | Volkszählungsergebnisse – Town of Kingfield, Maine | Volkszählungsergebnisse – Town of Kingfield, Maine | Volkszählungsergebnisse – Town of Kingfield, Maine | Volkszählungsergebnisse – Town of Kingfield, Maine | Volkszählungsergebnisse – Town of Kingfield, Maine | Volkszählungsergebnisse – Town of Kingfield, Maine |
| Jahr                                               | 1800                                               | 1810                                               | 1820                                               | 1830                                               | 1840                                               | 1850                                               | 1860                                               | 1870                                               | 1880                                               | 1890                                               |
| -------------------------------------------------- | -------------------------------------------------- | -------------------------------------------------- | -------------------------------------------------- | -------------------------------------------------- | -------------------------------------------------- | -------------------------------------------------- | -------------------------------------------------- | -------------------------------------------------- | -------------------------------------------------- | -------------------------------------------------- |
| Einwohner                                          |                                                    |                                                    | 464                                                | 554                                                | 671                                                | 662                                                | 670                                                | 560                                                | 454                                                | 601                                                |
| Jahr                                               | 1900                                               | 1910                                               | 1920                                               | 1930                                               | 1940                                               | 1950                                               | 1960                                               | 1970                                               | 1980                                               | 1990                                               |
| Einwohner                                          | 693                                                | 927                                                | 975                                                | 1024                                               | 860                                                | 963                                                | 864                                                | 877                                                | 1083                                               | 1114                                               |
| Jahr                                               | 2000                                               | 2010                                               | 2020                                               | 2030                                               | 2040                                               | 2050                                               | 2060                                               | 2070                                               | 2080                                               | 2090                                               |
| Einwohner                                          | 1103                                               | 997                                                | 960                                                |                                                    |                                                    |                                                    |                                                    |                                                    |                                                    |                                                    |

## Kultur und Sehenswürdigkeiten

### Bauwerke

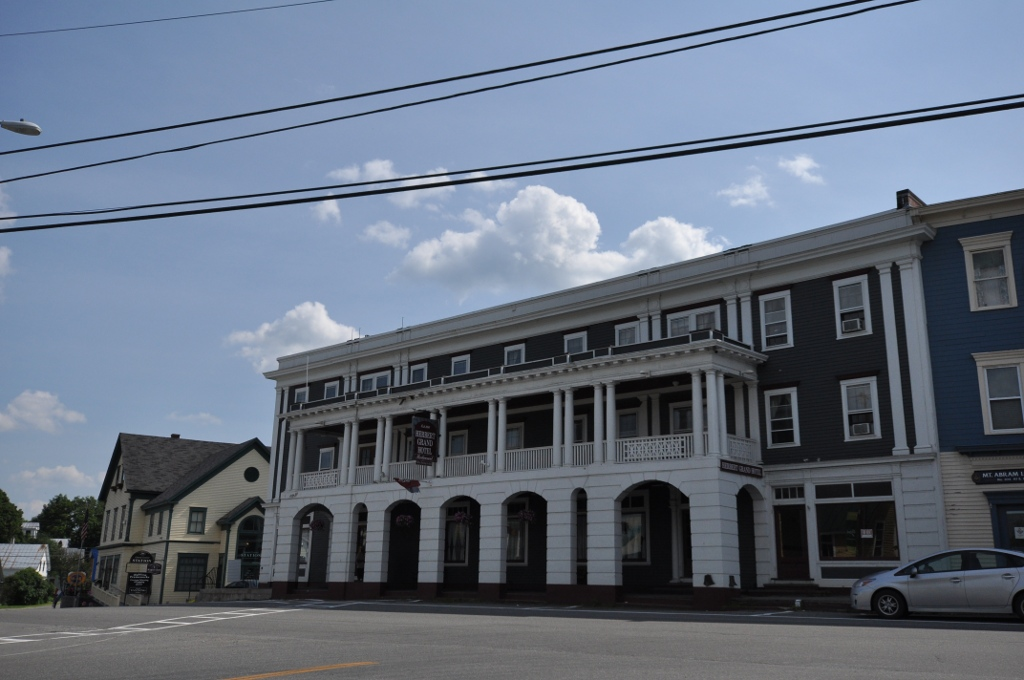
The Herbert Grand Hotel

Vier Bauwerke stehen unter Denkmalschutz und wurden ins National Register of Historic Places aufgenommen.
- The Herbert, aufgenommen 2018, Register-Nr. 100002226
- Frank Hutchins House, aufgenommen 1986, Register-Nr. 86003532
- William F. Norton House, aufgenommen 1982, Register-Nr. 82000741
- Amos G. Winter House, aufgenommen 1976, Register-Nr. 76000191

## Wirtschaft und Infrastruktur

### Verkehr
Die Maine State Route 27 verläuft in nordsüdlicher Richtung durch die Town. Sie verbindet Kingfield mit Farmington im Süden und der kanadischen Grenze im Norden. Aus Südwesten erreicht die Maine State Route 142 die Town und aus Südosten die Maine State Route 16.

### Öffentliche Einrichtungen
In Kingfield  gibt es keine medizinischen Einrichtungen. Die nächstgelegenen finden sich Farmington und Bingham.
Kingfield  besitzt eine eigene Bücherei, die Webster Free Library.

### Bildung
Kingfield gehört zusammen mit Avon, Phillips und Strong zur Regional School Union 58/Maine School Administrative District 58
Im Schulbezirk werden folgende Schulen angeboten:
- Mount Abram High School in Salem Township im Unorganized Territory East Central Franklin
- Kingfield Elementary School in Kingfield
- Phillips Elementary School in Phillips
- Strong Elementary School in Strong

## Persönlichkeiten

### Söhne und Töchter der Stadt
- Freelan Oscar Stanley (1849–1940), Unternehmer und Erfinder